# Marràqueix
|  | Per a altres significats, vegeu «Marràqueix-Tensift-El-Haouz». |

Marràqueix (nom original en amazic ⵎⵕⵕⴰⴽⵛ Tamurt n Akkuc, 'terra de Déu'; en àrab مراكش Marrākux, pronunciat Marrākex localment, en francès Marrakech; fins al 1890 Marroc) és una ciutat del sud-oest del Marroc, al peu de l'Atles, a 466 m d'altura. L'any 2004 tenia una població oficial d'1.036.500 habitants, xifra que quedaria molt curta en estimacions no oficials. La Medina de Marràqueix està inscrita en la llista del Patrimoni de la Humanitat de la UNESCO des del 1985.
Té el soc o mercat més gran del Marroc i la plaça més atrafegada de tota Àfrica, anomenada Djemà-el-Fna. Marràqueix està dividida en la Medina i la ciutat moderna.
El nom de la ciutat ha originat el nom del país, Marroc, del qual el nom àrab de Marràqueix és una derivació, i el nom original n'és Marrúkeix ('ves-te'n corrents') transformat pels francesos en Marrakech.
El clima n'és mediterrani sec. La temperatura mitjana anual és de 19,2 °C i oscil·la entre els 11,6 °C de gener i els 27,6 °C de juliol. Les gelades són rares mentre que les altes temperatures són habituals durant l'estiu, i superen els 40 °C en diverses ocasions cada any. Les precipitacions són de 247 mm anuals concentrats d'octubre a maig, moltes vegades de manera torrencial.

## Demografia
El 1585 es calculava la població en prop de 20.000 habitants, el 1693 n'eren 25.000, el 1804 uns 30.000, el 1864 uns 50.000 i el 1868 uns 60.000; però del segle xix hi ha diverses estimacions contradictòries. Al segle xx Marraqueix era la ciutat més poblada del Marroc; el 1926 tenia 149.263 habitants (3.652 europeus i 12.718 jueus); el 1936 n'eren 190.314 (6.849 europeus i 25.646 jueus) i el 1947 eren 241.000 habitants.
Els jueus s'hi van instal·lar a partir del 1560 i al segle xvii tenien el seu barri propi conegut com a Mallah (com el barri jueu de Fes). La comunitat va emigrar a Palestina entre 1950 i 1960.

## Llocs d'interès

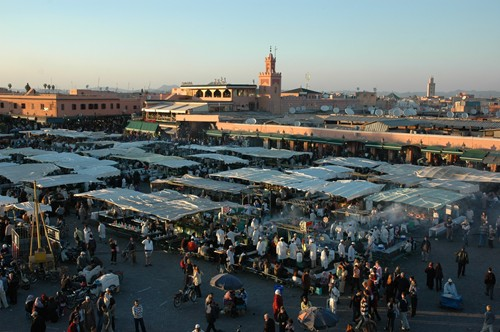
La plaça Djemà-el-Fna plena de parades de menjar

- Djemà-el-Fna.
- Madrassa Ben Youssef.
- Mesquita Kutubia.
- Jardins de la Menara.
- Bab Agnaou.
- Tombes sadites.
- Palau El Badi.
- Palau Mnebhi.
- Koubba Ba'Adiyn.
- Jardins Majorelle.
- Sinagoga Salat Alzama